# П'явиця червоногруда
П'явиця червоногруда (Oulema melanopus L.) — вид жуків родини листоїди. Поширений у Палеарктиці, з 1962 року завезений у США та на схід Канади. Пошкоджує зернові культури.

## Спосіб життя
Жуки живляться листям рослин родини тонконогові.
Зимують жуки у ґрунті пустищ чи заліснених місцевостей поблизу полів. Жуки виходять ранньою весною , у більш прохолодних регіонах — у квітні-травні. Самиця відкладає 50-300 яєць на нижній поверхні листків уздовж жилок. Личинки живляться листям кормових рослин, прогризаючи верхній епідерміс та паренхіму листка. Вони проходять 4 личинкові стадії за 10-14 днів, після чого заляльковуються.
Природними ворогами п'явиць є паразитоїдні їздці, а також хижі комахи та павуки.

## Значення для людини
Жуки та личинки пошкоджують озиму пшеницю, жито, ячмінь, овес. У Європі є потужним шкідником зернових культур, який знижує плодючість полів до 40 %. Також з середини XX століття поширився у США та Канаді.